# 心跳文學部！
《心跳文学部》（又译作），簡稱《DDLC》，是Team Salvato在2017年9月22日發表的一个面向Microsoft Windows、Linux和macOS平台的獨立遊戲，并於2017年10月6日登陸遊戲平台Steam。故事描述一位男高中生加入學校的文學部與四位女性成員交流的故事。《心跳文学部》的特點為其線性故事，系統會根據玩家的選擇給出不同的場景和結局。遊戲的風格看似輕鬆愉快，但實際上是一款穿插著各種打破第四面牆情節的心理學恐懼遊戲。
《心跳文学部》花費兩年完成，開發團隊Team Salvato此前曾製作《任天堂明星大亂鬥DX》的模組。據薩爾瓦托所言，遊戲的靈感來自於他對日本動畫的混合感覺以及對超現實和令人不安的體驗的痴迷。《心跳文学部》發行後因其後設小說和恐怖元素而備受好評，《PC Gamer》更形容它是「這一年最令人驚訝的遊戲」。
2021年6月30日《Doki Doki Literature Club Plus!》發佈，遊戲登陸PS4、PS5、Switch、Xbox One、Xbox Series X/S和Windows。

## 遊戲玩法

《心跳文学部》的寫詩小遊戲，圖中可見單詞的選單

《心跳文学部》是一款視覺小說，因此遊戲大部分是由玩家閱讀遊戲故事，而對劇情方向幾乎沒有什麼影響。
在某些節點上，玩家要做出一些會左右故事進程的決定。同時遊戲在文學部活動部分時還有一個寫詩的機制，玩家可在選單中選擇單詞以組成四位女成員的詩，而她們都有不同的單詞偏好，當玩家選擇到某位女角喜歡的單詞時她會有所反應。
如果詩詞符合女成員的口味且做出正確選擇，系統會給出額外的場景，而每個玩家得到的場景都會影響故事的結局。在遊戲第一次通關（成功完成第一周目後）後，玩家有時候要開啟遊戲的檔案，並刪除特定的文件以得到進一步的進展。

## 故事
玩家扮演故事的男主角，被性格陽光的青梅竹馬紗世里帶入文學部，半推半就地參與每天放學後的社團活動。文學部除了紗世里，還有3名不同年級的女學生——略為傲嬌的夏樹、外冷內熱的優里和廣受學生歡迎的莫妮卡。她們都給男主角分享自己所寫的詩詞，於交流過程中發掘彼此的文學天賦，由此漸生好感。一切都發展得相當順利，直到大家開始籌備學園祭活動之時，紗世里在臥室裡上吊自殺，遊戲顯示“結束”。
回到主選单后，游戏开始二周目，選单中纱世里的圖像与开始按钮被乱码取代，游戏中有关纱世里的一切踪迹都被抹消了。游戏时，不时出现乱码以及诡异的图片。二周目结尾时，优里自殺，莫妮卡向男主角／玩家说出了真相：身为社长的她，早就得知这不过是一个游戏。但她深深地爱著男主角，又苦于游戏的限制无法追求男主角、被男主角追求。于是她修改游戏文件，向纱世里脑内植入自杀的信息，随后将纱世里的角色資料删除（其实并没有删除，只是隐藏了起来），又将其他二人的性格的不阳光处急剧放大，没想到却弄巧成拙反而使她们不顾一切地追求男主角。于是莫妮卡干脆「删除」（也是隐藏）了二人的文件信息，并创建了一个“Just Monika”（只有莫妮卡）的空间，使玩家只能看著她。为了推动剧情的发展，玩家删除了莫妮卡的角色文件，其后莫妮卡便将其他三人的文件恢复。
开始三周目後，選单中莫妮卡的圖像消失，纱世里成为社长，获得查看文件权限，结果也想要重蹈覆辙，并将玩家带入了其专属空间，但莫妮卡在代码里制止纱世里并将其删除，游戏真正意义上地结束了。不過在真結局中，紗世里並沒有想重蹈覆轍，反而會感謝你和她們一起度過了很多的時光，並希望你能够偶尔回來看看她們，也同時表示她們會一直等下去。

## 開發與發行
Team Salvato的代表人物丹·薩爾瓦托（Dan Salvato）在《心跳文学部》的秘密開發工作上花费了約兩年時間。在其發行之前，薩爾瓦托創建了Twitch的擴展功能「FrankerFaceZ」、任天堂明星大亂鬥系列的模組和製作《超級瑪利歐創作家》關卡。
2017年9月22日，《心跳文学部》在itch.io上發佈，之后登陸Steam平台。它是一款有隨你付模組的免費遊戲，玩家可以支付10美金解鎖一个額外的「粉絲包」，内容包括作品的桌布、遊戲的官方配樂和線上概念藝術小冊子。
薩爾瓦托以他對日本動畫「愛恨交纏」的關係作为他開發《心跳文学部》的動機。討論到遊戲的恐怖元素時，他指出能做出那些東西，是因為他受到「會讓你感到毛骨悚然，而不是亂丟一些面目猙獰的事物在你臉上的恐怖事情」的啟發。

## 反響
作品發行後，《心跳文学部！》迅速獲得廣泛的好評，在Metacritic中亦根據7條評論獲得屬「大致正面評價」的78/100分。Kotaku的吉塔·傑克遜（Gita Jackson）形容該作是一款「真正特別的遊戲」，並說「如果你喜歡恐怖類型，特別是那些能惹你發怒的遊戲的話，你一定要來看看《心跳文学部！》」《GQ》的湯姆·菲利普（Tom Philip）稱《心跳文学部！》是他「玩過最恐怖的遊戲之一」，並稱讚遊戲的文字是他看過最邪惡且最具創意的敘述技巧。而香港01的「GEME 機因」團隊則認為其操弄角色存檔和加插雜訊的方式與日本的《你和她和她的戀愛。》相似，他們同時指出後設小說型恐怖遊戲不再是日本開發商的專利。Ifuun转载的一篇评测中也提到与《你和她和她的戀愛。》的对比，认为本作的游戏外操作和效果更为逼真，但后者的剧情铺垫上更注重恋爱描写而本作反而只是追求惊吓。
在發行的頭三個月，《心跳文学部！》錄得超過100萬次的下載數，並大約在一個月後突破200萬次。而在2017年IGN最佳遊戲獎中，《心跳文学部！》獲提名為「最佳PC遊戲」、「最佳冒險遊戲」（亞軍）、「最佳故事」和「最具創新遊戲」，同時亦被玩家票選作該四項類別的最佳遊戲。《電子遊戲月刊》則把它列在「25款2017年最佳遊戲」的第16位。
2018年6月28日，英國大曼徹斯特郡有一名曾玩過《心跳文学部！》的15歲少年被發現自殺。死因庭法官相信《心跳文学部！》對兒童和年輕人存有風險，因此特別警告巿議會和學校要小心這款遊戲為學童帶來的心理影響，尤其對一些情緒脆弱或有精神問題的人。
在2020年7月中国大陆国家网信办发布的《关于开展2020“清朗”未成年人暑期网络环境专项整治的通知》中，“蓝鲸死亡游戏”、“死亡窒息”和“心跳文学社”等被列入应全面巡查甄别的诱导青少年自残自杀的版块、群组與圈子。“心跳文学社”及其关键词随后被中国大陆各大平台封禁。

### 獎項
| 年份 | 獎項           | 類別                  | 結果 | 參考資料                    |
| ---- | -------------- | --------------------- | ---- | --------------------------- |
| 2017 | IGN最佳遊戲獎  | 最佳PC遊戲            | 提名 | [ 19 ] [ 20 ] [ 21 ] [ 22 ] |
| 2017 | IGN最佳遊戲獎  | 最佳冒險遊戲          | 亞軍 | [ 19 ] [ 20 ] [ 21 ] [ 22 ] |
| 2017 | IGN最佳遊戲獎  | 最佳故事              | 提名 | [ 19 ] [ 20 ] [ 21 ] [ 22 ] |
| 2017 | IGN最佳遊戲獎  | 最具創新遊戲          | 提名 | [ 19 ] [ 20 ] [ 21 ] [ 22 ] |
| 2018 | 西南偏南遊戲獎 | 馬修·克倫普文化創新獎 | 獲獎 | [ 26 ]                      |
| 2018 | 西南偏南遊戲獎 | 年度熱門遊戲          | 提名 | [ 26 ]                      |

## 外部連結
- 官方网站
- Doki Doki Literature Club Plus! 官網 （页面存档备份，存于）
- 《心跳文學部！》在視覺小說數據庫的頁面（英文）